# Волластон (місячний кратер)
Кра́тер Во́лластон (лат. Wollaston) — малий метеоритний кратер в Океані Бур на видимому боці Місяця. Назву присвоєно на честь англійського науковця, що відкрив метали паладій та родій і вперше отримав у чистому виді платину, Вільяма Гайда Волластона (1766—1828) і затверджено Міжнародним астрономічним союзом у 1935 році.

## Опис кратера

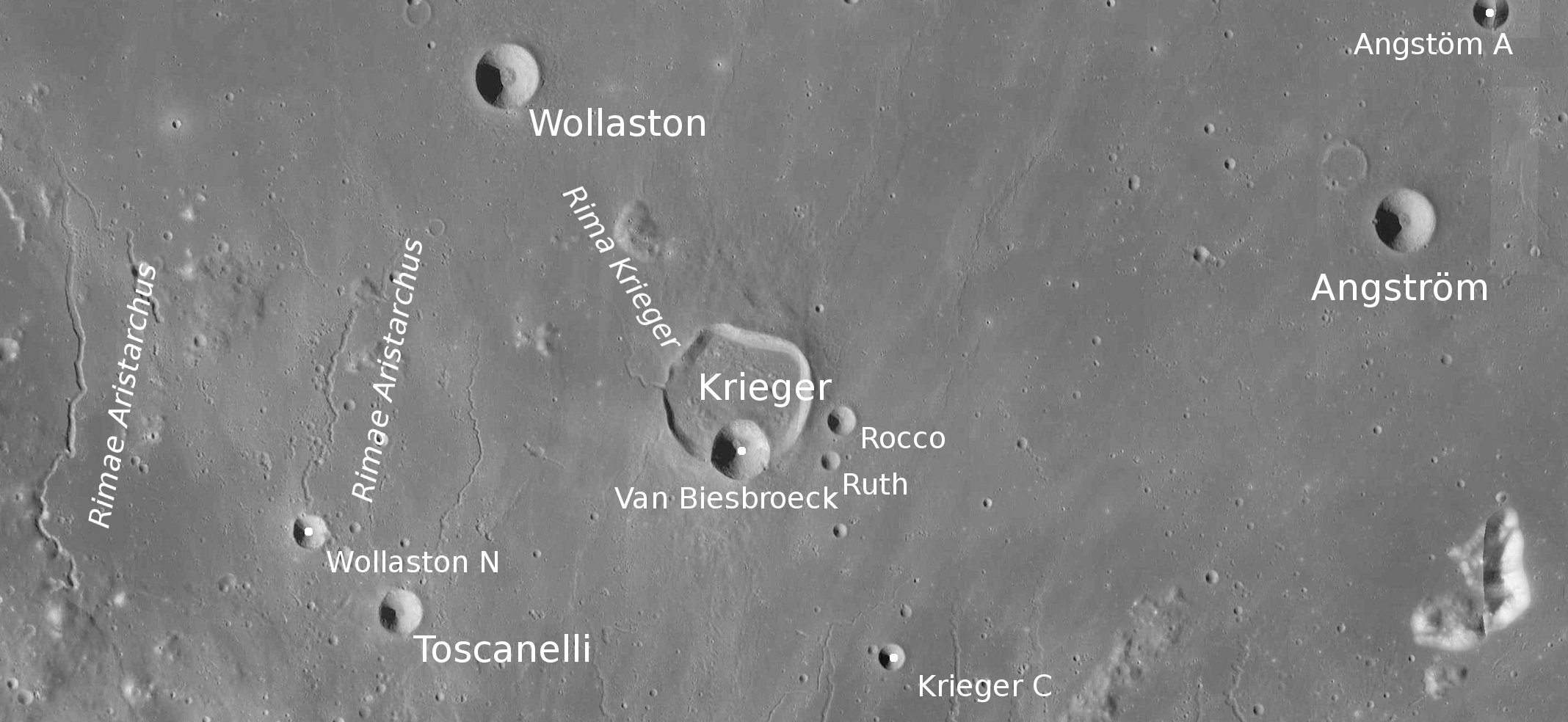
Околиці кратера Волластон. Світлина Lunar Reconnaissance Orbiter

Найближчими сусідами кратера є кратер Нільсен на північному заході, кратер Груйтуйзен на сході північному сході, кратер Ангстрем на сході, кратер Крігер на південному сході і кратер Тосканеллі на півдні. На південному заході від кратера знаходяться борозни Аристарха, на півдні південному сході борозна Крігера. Далі на південний схід знаходяться гори Харбінгер. Селенографічні координати центру кратера 30°36′ пн. ш. 46°59′ зх. д. / 30.6° пн. ш. 46.98° зх. д., діаметр 9,6 км, глибина 2,22 км.
Кратер має чашоподібну форму і альбедо значно вище ніж навколишня місцевість, що є характерним для більшості молодих кратерів (про це також свідчать температурні аномалії, зареєстровані у кратері під час місячних затемнень). Добре видно породи, викинуті при імпактній події, яка привела до утворення кратера. Середня висота валу кратера над навколишньою місцевістю 370 м, об'єм кратера становить приблизно 40 км³. За морфологічними ознаками кратер належить до типу ALC (за назвою типового представника цього типу — кратера Аль-Баттані C).

## Сателітні кратери
| Волластон | Координати                                                | Діаметр, км |
| --------- | --------------------------------------------------------- | ----------- |
| D         | 33°10′ пн. ш. 48°47′ зх. д. / 33.16° пн. ш. 48.79° зх. д. | 4,3         |
| N         | 28°22′ пн. ш. 48°08′ зх. д. / 28.36° пн. ш. 48.14° зх. д. | 5,5         |
| P         | 29°16′ пн. ш. 49°56′ зх. д. / 29.26° пн. ш. 49.94° зх. д. | 4,0         |
| R         | 29°28′ пн. ш. 50°52′ зх. д. / 29.47° пн. ш. 50.87° зх. д. | 5,8         |
| U         | 30°59′ пн. ш. 52°52′ зх. д. / 30.99° пн. ш. 52.87° зх. д. | 2,9         |
| V         | 30°53′ пн. ш. 53°59′ зх. д. / 30.89° пн. ш. 53.98° зх. д. | 3,2         |

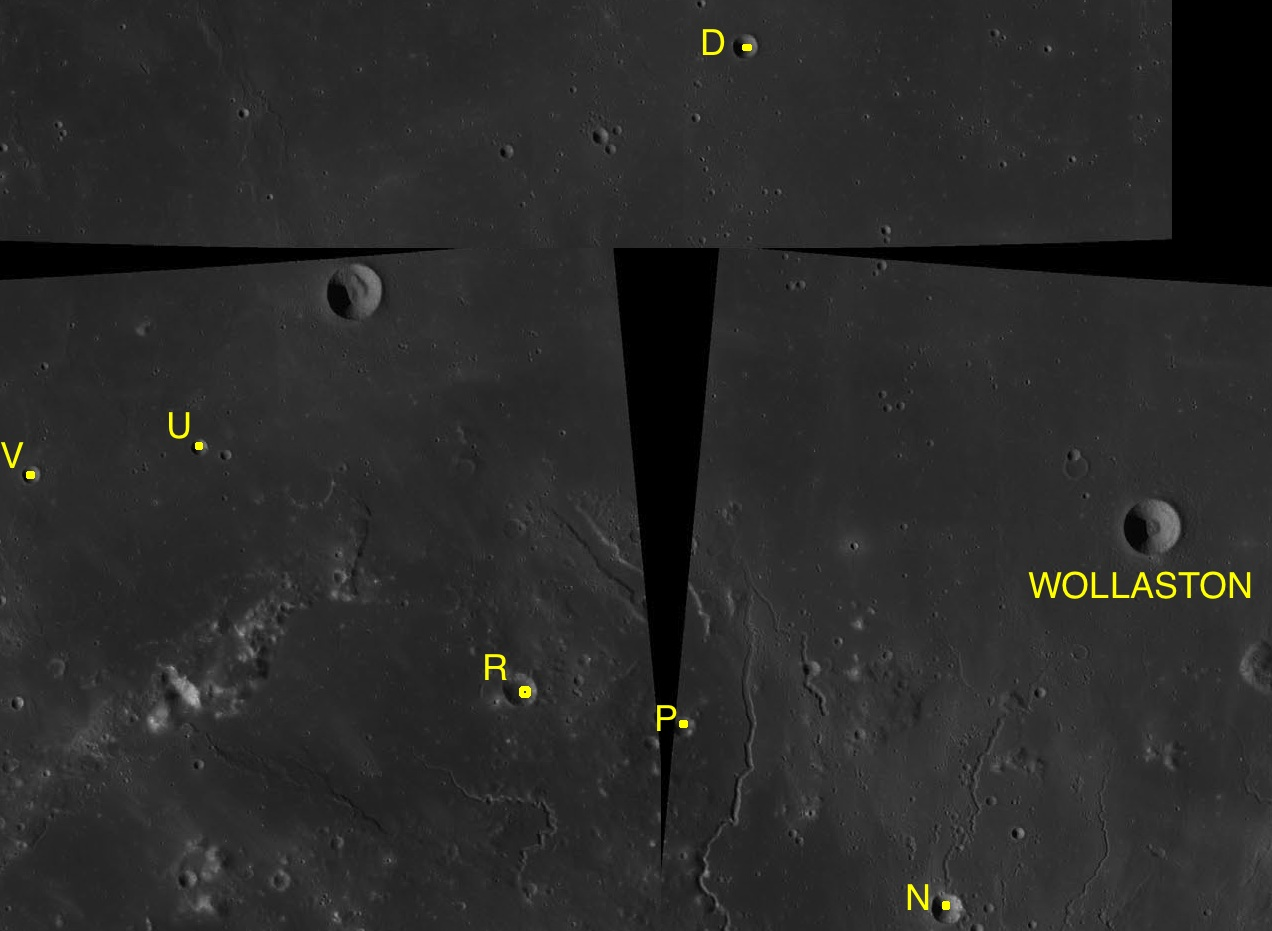
Фрагменти мап LAC-23, LAC-38, LAC-39.

- Сателітний кратер Волластон C у 1973 році було перейменовано на Нільсен[en].